# 望木聡子
望木 聡子（もちき さとこ、1991年10月11日 - ）は、名古屋テレビ放送（メ〜テレ）のアナウンサー。三重県津市出身。血液型A型。

## 来歴
- 高田中学校・高等学校[3]、青山学院大学文学部フランス文学科卒業。auヘッドラインの学生キャスターを務めていた。
- 2011年、テレビ朝日の企画「未来の女子アナを探せ」にて優勝[4]。
- 2017年10月からは『ザキとロバ』に出演し、バラエティ番組デビューを果たした。

## 人物
- イラストが得意。番組中には自作のイラストを度々披露することがある[5]。
- 学生時代にはチアリーディングとバトントワリングをしていた（高校ではバトン部に所属）。
- 教員免許を有する。教科はフランス語と英語。

## 出演

### 現在の担当番組
- メ～ロメロアンバサダー（2023年4月5日 - ）[6]
- ドデスカ!+（2023年10月7日 - 、隔週金曜中継リポーター・特集リポーター→2024年4月2日 -、火曜サブキャスター、2025年4月1日 -火・木曜日サブキャスター）[7]
- メ〜テレNEWS（不定期）
- おぎやはぎのハピキャン（2024年7月5日 -、 ナレーション)

### 過去の担当番組
- UP! - もっと地元応援団3姉妹
- 速報!甲子園への道 東海地区パート（2015年 - 2018年）
- Spoken!（2015年10月 - 2020年3月）
- ご当地グルメ探偵団（2016年）
- デルサタ - 天気担当（2016年4月 - 2018年3月31日）
- ザキとロバ（2017年10月 - 2018年9月）
- BOMBER-E - アシスタント（2018年11月 - 2020年5月6日）
- ドデスカ! - お天気担当（2018年10月1日 - 2020年3月27日） → MC（2020年3月30日 - 2022年3月25日 [8]
- メ～テレ開局60周年アンバサダー（2022年3月28日 - ）[9]
- アップ!（2023年8月7日 - 9月25日 月・金曜サブキャスター ）[10]。
- 夢の1DAYパス（2024年4月13日 - 6月29日、進行役）

### 劇場アニメ
- 魔女見習いをさがして（2020年、電話アナウンス 役）